# Thomas Sandberg
Thomas Sandberg  (født 2. november 1967) er en dansk multiartist bosiddende i København. 
Thomas Sandberg er uddannet slagtøjssolist fra Det Kongelige Danske Musikkonservatorium, men boltrer sig fordomsfrit i masser af genrer, miljøer og stilarter. Han udtrykker sig derfor ligeså ofte som komponist, skuespiller, sanger, producer og meget mere.
Thomas er specielt optaget af musikdramatik og har medvirket ved uropførelsen af 30 nykomponerede kammeroperaer. Derudover har han produceret 5 musikdramatiske soloforestillinger.
I 2001 komponerede Anders Nordentoft sangcyklussen On this Planet specielt til Thomas og Athelas Sinfonietta Copenhagen. Dette værk blev siden dramatiseret af Martin Tulinius og havde premiere i 2002 i Kanonhallen, København. Opsætningen vandt en Reumertpris og blev siden indstillet til Nordisk Råds Musikpris i 2004.
Thomas har modtaget mange priser – bl.a Musikanmelderringens Kunstnerpris i 1998, Statens Kunstfonds 3-årige arbejdslegat i 2006 og en Danish Music Award i 2011.

## Udvalgte forestillinger
- 1994 Bokseoperaen – "Man behøver ikke at være neger for at blive jysk mester i mellemvægt" af Erik Clausen og Andy Pape. Den Jyske Opera.
- 1996 Den Stundesløse (opera) af Bent Lorentzen og Ludvig Holberg. Det Kongelige Teater.
- 1997 Musikteater / Teatermusik (soloforestilling) af Thomas Sandberg, Andy Pape og Wayne Siegel. Den Anden Opera.
- 1999 The Man Who Murdered Music (soloforestilling) af Thomas Sandberg, Fuzzy, Bent Lorentzen. Den Anden Opera.
- 1999 Musikalske Monologer (soloforestilling) af Thomas Sandberg, Andy Pape, John Frandsen og György Ligeti. Krudttønden.
- 2000 Heksemutter Mortensen (opera) af Fuzzy og Rune T. Kidde. Det Kongelige Teater.
- 2001 The Secret Life of Harry Wallbanger & andre musikalske monologer (soloforestilling) af Andy Pape, Thomas Sandberg og György Ligeti. Bådteatret.
- 2001 DASK (danseteater) af Thomas Malling og Thomas Sandberg. Uppercut Danseteater.
- 2002 On this Planet (opera) af Anders Nordentoft, Derek Wallcott og Martin Tulinius. Kaleidoskop & Den Anden Opera.
- 2004 P.O.P. (danseteater) af Thomas Malling og Thomas Sandberg. Uppercut Danseteater.
- 2004 Børsen Roadshow (performance) af Thomas Sandberg, Ann Crossett, Erik Pold, Thomas Eisenhardt og Helle Lyshøj. Åben Dans Productions.
- 2004 Fyrtøjet (musikteater) af H.C. Andersen, Thomas Malling og Thomas Sandberg. Det Danske Teater.
- 2005 TRANSIT (soloforestilling) af Thomas Sandberg, Thomas Malling og Jane Wessely. Den Anden Opera.
- 2006 Til Døden Jer Skiller (gadeteater) af Dansk Rakkerpak, Thomas Sandberg og Thorkild Lindebjerg. Dansk Rakkerpak.
- 2006 New Value (performance) af Thomas Sandberg, Ann Crossett, Erik Pold, Thomas Eisenhardt og Helle Lyshøj. Åben Dans Productions.
- 2009 INTER_FACE (solo-multimedia-music-performance) af og med Thomas Sandberg
- 2011 LOOP (solo-multimedia-music-performance) af og med Thomas Sandberg

## Udvalgte priser og anerkendelser
- 1998 Musikanmelderringens Kunstnerpris.
- 2000 Dansk Komponistforenings Musikerpris.
- 2005 TeaterET's musikdramatiske pris.
- 2006 Statens Kunstfonds 3-årige arbejdslegat.